# Swiszczewo (przystanek kolejowy)
Swiszczewo (ros. Свищево) – przystanek kolejowy w miejscowości Swiszczowo, w rejonie jarcewskim, w obwodzie smoleńskim, w Rosji. Leży na linii Moskwa - Mińsk - Brześć.

## Historia
Stacja powstała w czasach carskich na drodze żelaznej moskiewsko-brzeskiej pomiędzy stacją Dorogobuż i przystankiem Miłochowo. Zdegradowana do roli przystanku w XXI w.